# Slap house
La slap house, o car music, è un genere di musica elettronica. Le sue origini sono attribuite alla popolarità e alla ripercussione internazionale del genere del brazilian bass.

## Caratteristiche
La slap house ha iniziato ad avere caratteristiche diverse dal brazilian bass dopo che lo stile è stato prodotto e adattato dai DJ europei. Pertanto, la slap house ha mantenuto il suono pulsante, ma essenzialmente presentava voci che ricordavano la musica pop e bassi più profondi. Il gruppo musicale tedesco VIZE se ne attribuisce unilateralmente l'invenzione.
In teoria, la slap house ha un suono di brazilian bass senza i battiti dell'inizio del drop. È una reinterpretazione moderna dello stile musicale brasiliano nel mercato internazionale, completamente assemblato nella forma e nella struttura del brazilian bass. La sottile differenza si vede nell'uso di elementi househall, colpi di cassa più forti che portano più "pressione" alla musica e melodie più elaborate. Riferendosi al nome, il termine Slap deriva da un antico movimento musicale. Slap è il modo di suonare chitarra elettrica, basso elettrico e contrabbasso, colpendo le corde contro gli strumenti, qualcosa di molto presente nel disco. Ciò fornisce un suono di battuta, simile a una percussione. Tale tecnica ha avuto origine con il bassista funk Larry Graham.